# Roman Borkenhagen
Roman Karol Borkenhagen (ur. 22 stycznia 1880 w Nakwasach, zm. 8 sierpnia 1952 w Łodzi) –  właściciel zakładu chemigraficznego w Łodzi, wytwarzającego w latach 1908-1945 klisze drukarskie do większości gazet łódzkich i druków "łódzkich".
Syn młynarza, Edwarda i Anny z Millerów, kawaler.
Z technikami drukarskimi zapoznał się w zakładach Roberta Resigera. Najnowsze zasady trawienia chemigraficznych klisz drukarskich (kreskowych i siatkowych w cynku) poznał w 1907 we Frankfurcie nad Menem. Po powrocie do Łodzi, na podstawie złożonego 6 lipca 1908 podania o założenie zakładu cynkograficznego uzyskał 25 września 1908 zezwolenie, i otworzył pracownię w miejscu zamieszkania przy ul. Brzezińskiej 24 (obecnie ul. Wojska Polskiego).
"Brak konkurencji w zakresie tej specjalności zapewnił (…) łatwy i korzystny start oraz dobre warunki rozwojowe"..
Po I wojnie światowej przeniósł firmę do własnego domu przy ul. Piotrkowskiej 100 ("Klisz reklamowych wyrób. Borkenhagen Roman Piotrkowska 100".), a potem pod nr 102a.
Był to największy tego typu zakład w Łodzi do 1945, dostarczający klisze do większości drukarń i wydawnictw łódzkich i pozałódzkich. Według prasowej reklamy z 1937 "wykonywał barwne klisze na offset i litografie do reklam gazetowych, cenników, prospektów oraz fotografie, rysunki i projekty reklamowe".
Klisze w jego firmie cechowano ozdobnym monogramem z liter RBŁ "w cienkiej fantazyjnej obwódce w negatywie, zwykle u dołu w ciemnych partiach kliszy. Wszystkie klisze w tym czasie były nabijane na sezonowane klocki drewna bukowego. Zakład cieszył się solidną opinią".
Do około 1950 w piwnicach jego domu miały znajdować się tysiące zachowanych klisz.
W 1916 pełnił funkcje biegłego sądowego w sprawach o fałszerstwa miejskich pieniędzy zastępczych.
Był wykonawcą klisz cynkowych, użytych w procesie druku banknotów dla getta łódzkiego, a także był poproszony o wydanie opinii w sprawie rzekomego sfałszowania gettowego banknotu o nominale 20 marek. Ów banknot nie posiadał zabezpieczenia w postaci znaku wodnego.